# Pleso

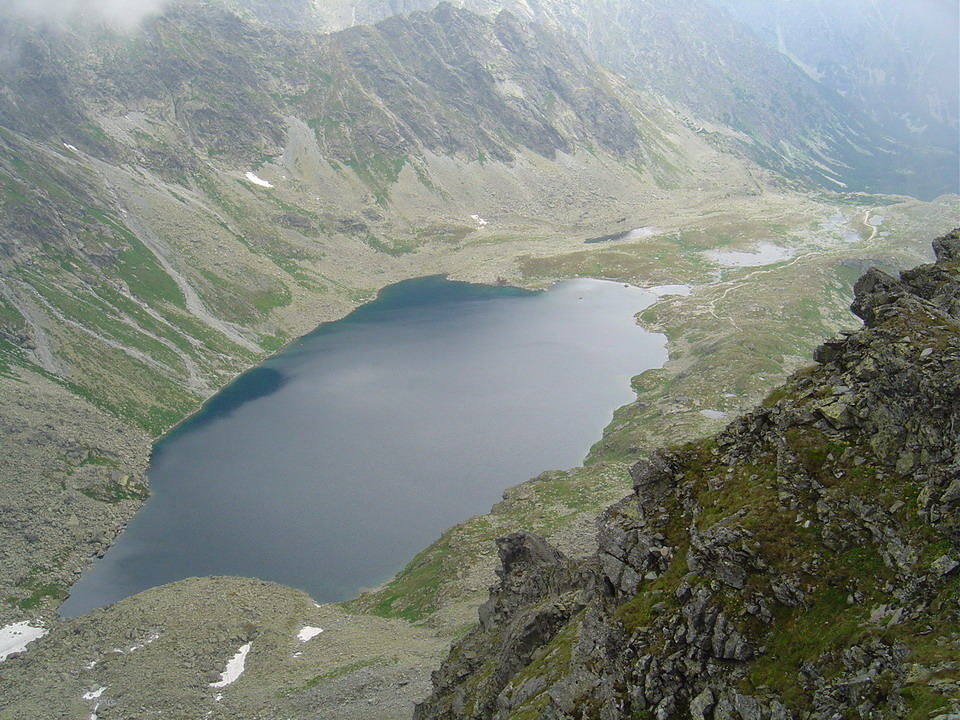
Veľké Hincovo pleso

Pleso je označení pro ledovcové jezero v Tatrách na Slovensku. V Polsku se označují staw, což je ale označení pro jakékoli jezírko.

## Statistika a charakteristika
Ve slovenských Vysokých a Západních Tatrách je 87 ples, v polských 48 ples, v Nízkých Tatrách 2 plesa. Z tatranských ples je asi 105 trvalých, ostatní mizí na jaře, nejpozději na podzim. Plocha všech 135 ples je téměř 3 km² a celkový objem je asi 12 mil. m³.
Největší a nejhlubší je na Slovensku Veľké Hincovo pleso (20,08 ha, 53 m)
Nejvýše položené stálé pleso je Modré pleso (0,4 ha, 4,5 m hluboké) ležící pod masivem Malého Ľadového štítu
Nejvýše položené nestálé pleso je Baranie pliesko (2 207 m n. m.)
Nejdéle zamrzlým plesem je Vyšné Wahlenbergovo pleso. Na jeho hladině se led udrží až po 270 dní v roce.
Nejníže položené ve Vysokých Tatrách na Slovensku jsou Rakytovské plesá (1 307 m n. m.), resp. Čierne pleso v Batizovské dolině (1 240 m n. m.)
Nejníže položené v Západních Tatrách na Slovensku je Pleso pod Zverovkou (983 m n. m.)
Nejníže položené v Polsku jsou Toporowe Stawy (1 100 m n. m.)
Největší pleso celých Tater je Morskie oko (34,54 - 34,92 ha, hloubka 50,8 m) na polském území Tater.
Nejhlubší pleso celých Tater je Wielki Staw Polski (79,3 m).
Teplota ples (kromě níže položených a mělkých) je i v létě na povrchu maximálně 15 °C. V zimě se na všech plesech vytváří ledová pokrývka tlustá okolo 50 cm. Jako poslední rozmrzají v září Zmrzlé, Zamrznuté či Ľadové pleso. Přítoky ples jsou většinou podpovrchové, některé mají i povrchový přítok např. Popradské pleso. Některé mají i povrchový odtok.

## Vznik
Plesa vznikla během pleistocenního zalednění působením ledovců a po jejich ústupu. Tvoří vodní výplň pánví, které vyhloubily do dna dolin ledovce.

## Dělení
- karová plesa – v nich voda vyplňuje ledovcový kar vyhloubený v kompaktním skalním dně doliny. Tato plesa jsou obvykle hluboká.
- hrazená plesa (morénová plesa) - vznikla po roztátí ledovce za jeho čelní, případně bočními morénami, které bránily vodě při odtoku. Tato plesa jsou obvykle málo hluboká a jsou relativně náchylná na zásahy zvenčí. Např. Skalnaté pleso, které je dnes již prakticky vyschlé.
- kombinace karového a hrazeného plesa
- plesa vzniklá krasovou činností - jediné Tiché pleso (vzniklo zřícením stropu jeskyně)

## Zánik
Plesa postupně zanáší horninový materiál, který se do nich dostane při srážkách (příklad bývalého Lievikového plesa). Jinou možností je u níže položených ples zánik vegetací, nejčastěji rašelinou (příklad bývalého Slepého plesa). Další možnost je u morénových ples porušení těsnosti morény, za kterou se pleso nachází (příklad v minulosti asi největšího tatranského plesa, po kterém zůstala asi 60-hektarová pánev Christlovej s rašeliništi a jimi protékající Studený potok).

## Význam
Plesa zadržují vodu a vyrovnávají povrchový i podpovrchový odtok. Čistota vody je vysoká. Proto mají důležitý vodohospodářsky význam jako zásobárna vysoce kvalitní pitné vody.

## Související články

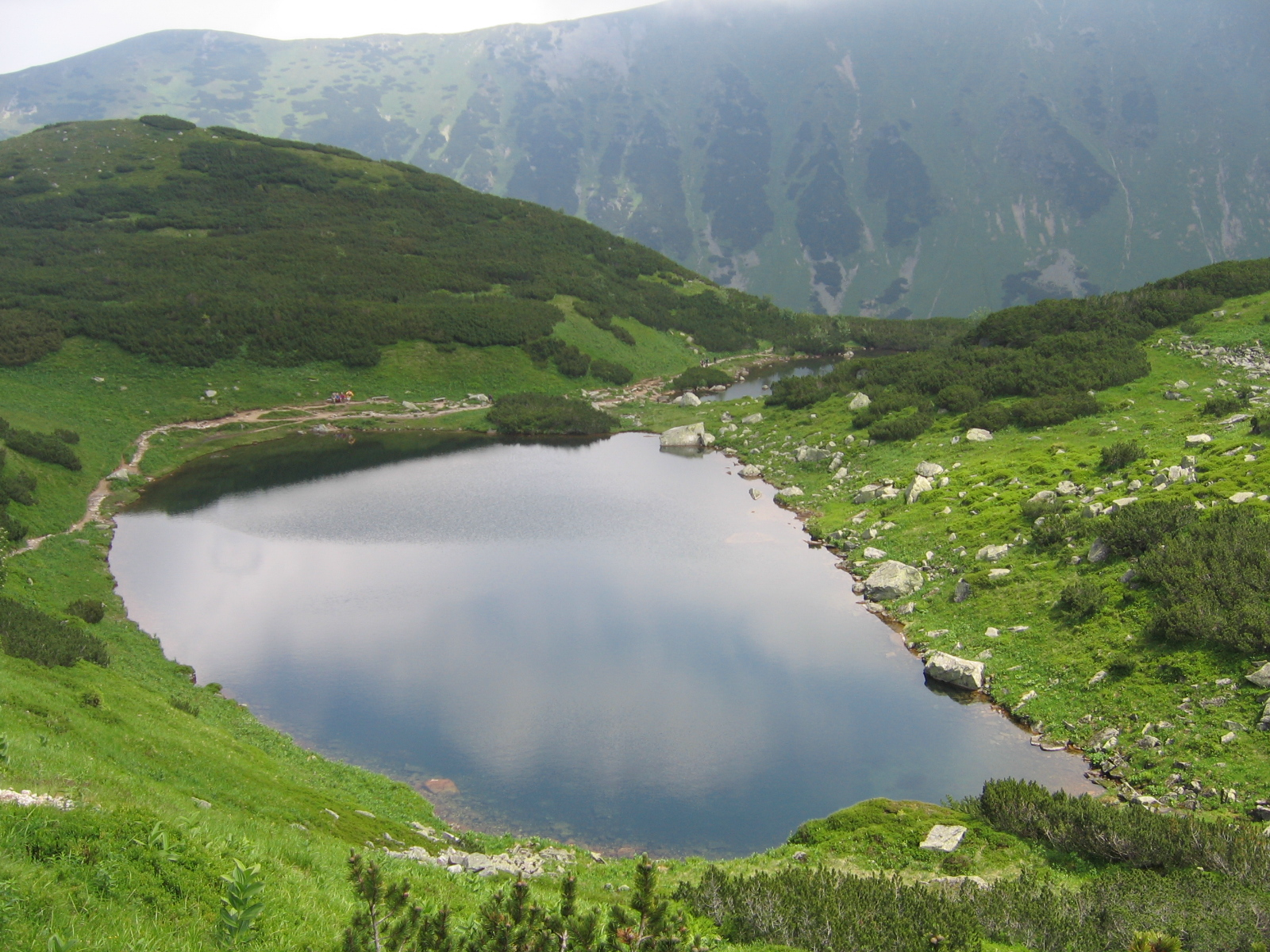
Druhé a tretie Roháčske pleso

## Největší slovenská plesa

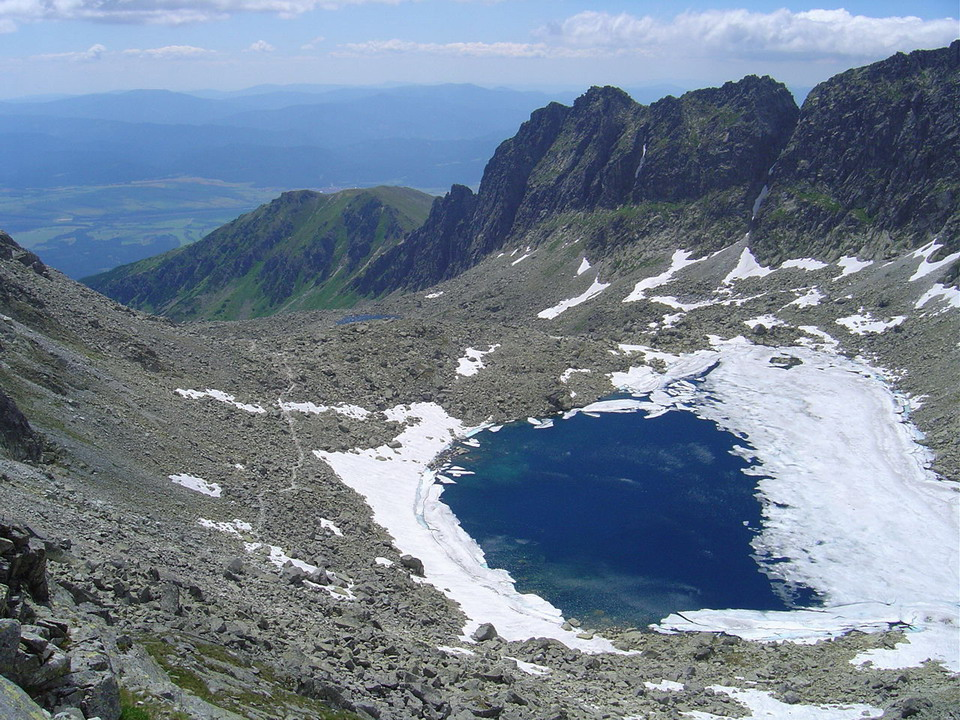
Vyšné Wahlenbergovo pleso

| Pořadí | Název                         | Plocha (ha) | Nad.výška (m n. m.) | Hloubka (m) |
| ------ | ----------------------------- | ----------- | ------------------- | ----------- |
| 1.     | Veľké Hincovo pleso           | 20,08       | 1 946               | 53,0        |
| 2.     | Štrbské pleso                 | 19,76       | 1346                | 20,0        |
| 3.     | Nižné Temnosmrečianské pleso  | 12,00       | 1677                | 38,0        |
| 4.     | Vyšné Bielovodské Žabie pleso | 9,56        | 1699                | 24,3        |
| 5.     | Popradské pleso               | 6,88        | 1494                | 17,0        |
| 6.     | Vyšné Temnosmrečianské pleso  | 5,55        | 1725                | 19,0        |
| 7.     | Nižné Terianské pleso         | 5,47        | 1940                | 47,2        |
| 8.     | Vyšné Wahlenbergovo pleso     | 5,18        | 2154                | 20,0        |
| 9.     | Zelené Krivánske pleso        | 5,16        | 2013                | 23,1        |
| 10.    | Nižné Bielovodské Žabie pleso | 4,65        | 1675                | 20,2        |